# Chamaetylas
Chamaetylas – rodzaj ptaków z rodziny muchołówkowatych (Muscicapidae).

## Zasięg występowania
Rodzaj obejmuje gatunki występujące w Afryce Subsaharyjskiej.

## Morfologia
Długość ciała 15–20 cm, masa ciała 22–58 g.

## Systematyka

### Etymologia
Greckie χαμαι khamai – na ziemi; τυλας tulas, τυλαδος tulados – drozd.

### Podział systematyczny
Takson wyodrębniony z Alethe na podstawie analiz filogenetycznych. Do rodzaju należą następujące gatunki:
- Chamaetylas poliophrys (Sharpe, 1902) – mrówkołówka rdzawogardła
- Chamaetylas poliocephala (Bonaparte, 1850) – mrówkołówka białobrewa
- Chamaetylas fuelleborni (Reichenow, 1900) – mrówkołówka białopierśna
- Chamaetylas choloensis (W.L. Sclater, 1927) – mrówkołówka białogardła